# Torneranno i prati
Torneranno i prati is een Italiaanse oorlogsfilm uit 2014 onder regie van Ermanno Olmi.

## Verhaal
Tijdens de winter van 1917 bevindt een groep soldaten zich in de besneeuwde loopgraven van het Italiaanse front in de Alpen. De Oostenrijkse loopgraven liggen op hoorbare afstand. Tijdens de bitterkoude nachten worden de soldaten geconfronteerd met de verschrikkingen van de Eerste Wereldoorlog.

## Rolverdeling
| Acteur                | Personage                     |
| --------------------- | ----------------------------- |
| Claudio Santamaria    | Majoor                        |
| Camillo Grassi        | Ordonnans                     |
| Niccolò Senni         | Vergeten soldaat              |
| Andrea Di Maria       | Muilezeldrijver               |
| Francesco Formichetti | Kapitein                      |
| Andrea Benetti        | Korporaal                     |
| Domenico Benetti      | Sergeant                      |
| Alessandro Sperduti   | Luitenant                     |
| Andrea Frigo          | Bevelvoerende soldaat         |
| Riccardo Rossi        | Vriend van soldaat Topino     |
| Stefano Rossi         | Stervende soldaat             |
| Marco Rigoni          | Ziekenbroeder                 |
| Nicola Rigoni         | Carabiniere                   |
| Maurizio Frigo        | Gewonde nostalgicus           |
| Davide Degiampietro   | Soldaat met het machinegeweer |
| Filippo Baù           | Brancarddrager                |
| Paolo Baù             | Brancarddrager                |
| William Rossi         | Brancarddrager                |
| Alfonso Brugnaro      | Postbode                      |
| Anthony Rossi         | Soldaat-kok                   |
| Massimo Vellar        | Soldaat-kok                   |
| Niccolo Tredese       | IJlende soldaat               |